# Július Torma
Július Torma (* 7. März 1922 in Budapest; † 23. Oktober 1991 in Prag) war ein slowakischer Boxer, der für Ungarn und die Tschechoslowakei startete. Er war Olympiasieger in Farben der Tschechoslowakei 1948 in London im Weltergewicht.

## Werdegang
Július Torma wurde als Sohn slowakischer Eltern in Budapest geboren und wuchs in dieser Stadt auf. In Budapest begann er als Jugendlicher auch mit dem Boxen. Er entwickelte sich dabei schon während des Zweiten Weltkrieges zu einem europäischen Spitzenboxer. In den Jahren bis 1945 wurde er insgesamt sechsmal ungarischer Meister im Welter- bzw. Mittelgewicht (damals bis 67 kg bzw. 75 kg Körpergewicht). Er vertrat Ungarn auch in mehreren Länderkämpfen.
Im Jahre 1942 startete Július Torma in Breslau bei den sog. „Kriegs-Europameisterschaften“ der Amateurboxer (Boxeuropameisterschaften 1942). An diesen Meisterschaften beteiligten sich die mit dem Deutschen Reich verbündeten und die neutralen europäischen Staaten. Allerdings wurden diese Meisterschaften nach dem Zweiten Weltkrieg vom Europäischen Amateur-Box-Verband annulliert. In Breslau schied Július Torma nach einer Punktniederlage gegen den Deutschen Ferdi Raeschke schon nach der 1. Runde aus.
Nach 1945 siedelte Július Torma in die Tschechoslowakei über. Er startete dort für den Sportverein FC Komárno, der nach 1949 in "Škoda" Komarno umbenannt wurde. 1947 nahm er in Dublin an den Europameisterschaften der Amateure teil und belegte im Mittelgewicht hinter Aime Escudie aus Frankreich und Wally Thom aus England den dritten Platz. Einzelergebnisse sind von diesen Meisterschaften nicht bekannt.
1948 wurde Július Torma zu den Olympischen Spielen in London entsandt. Er startete dort im Weltergewicht und war sehr gut auf seine Kämpfe vorbereitet. Er schlug in London in seinem ersten Kampf Gustáv Bene aus Ungarn, den er noch aus seiner Budapester Zeit gut kannte, sicher nach Punkten. Im Achtelfinale wurde er K.-o.-Sieger in der 2. Runde über Clifford Blackburn aus Kanada, und im Viertelfinale landete er einen Disqualifikations-Sieg in der 2. Runde über Aurelio Diaz Cadareda aus Spanien. Im Halbfinale besiegte Július Torma Alessandro D’Ottavio aus Italien und im Finale schließlich Hank Herring aus den USA jeweils nach Punkten. Damit war er Olympiasieger.
Im Jahre 1949 wurde Július Torma in Oslo auch Europameister im Weltergewicht. Er besiegte dabei im Halbfinale Guy Touppe aus Frankreich nach Punkten und wurde im Finale Aufgabesieger in der 3. Runde über Victor Jörgensen aus Dänemark.
An den Europameisterschaften 1951 in Mailand nahmen keine tschechoslowakischen Boxer teil. Bei den Olympischen Spielen 1952 in Helsinki waren sie aber wieder dabei. Július Torma startete wieder im Weltergewicht. Er gewann dort über John Patrick Maloney aus Großbritannien und über Luis Gage aus den USA jeweils mit 2:1 Richterstimmen nach Punkten. Im Viertelfinale unterlag er aber Zygmunt Chychła aus Polen mit demselben Ergebnis. Er schied dadurch ohne Medaillengewinn aus.
Der nächste Start von Július Torma bei internationalen Meisterschaften war dann erst 1955 bei den Europameisterschaften in Berlin. Er war inzwischen schon 33 Jahre alt und in das Halbschwergewicht (damals bis 81 kg Körpergewicht) hineingewachsen. In Berlin siegte er im Achtelfinale über Paddy Lyons aus Irland und im Viertelfinale über Lennart Risberg aus Schweden. Im Halbfinale traf er auf Erich Schöppner aus der Bundesrepublik Deutschland, gegen den er klar nach Punkten unterlag. Durch das Erreichen des Halbfinales hatte er aber schon eine EM-Bronzemedaille gewonnen.
Im Jahre 1956 nahm Július Torma in Melbourne zum dritten Mal an Olympischen Spielen teil. Er hatte in das Mittelgewicht abtrainiert und besiegte in der 1. Runde Howard Richter aus Australien nach Punkten. Im Achtelfinale unterlag er aber dann gegen Ramón Tapia aus Chile und schied aus.
Nach den Olympischen Spielen in Melbourne beendete Július Torma seine Boxerlaufbahn. Er hatte in den Jahren von 1945 bis zu seinem Rücktritt insgesamt zehnmal bei den tschechoslowakischen Meisterschaften in vier Gewichtsklassen (Welter-, Halbmittel-, Mittel- u. Halbschwergewicht) gewonnen. Er arbeitete nach 1956 bei verschiedenen Prager Boxvereinen als Trainer.

## Länderkämpfe von Julius Torma
- 1942 in Budapest, Ungarn gegen Deutschland, KO-Niederlage 2. Runde gegen Rudi Pepper, Dortmund,
- 1942 in Budapest, Ungarn gegen Kroatien, Punktsieger über Antun Ticic,
- 1942 in Zagreb, Kroatien gegen Ungarn, Punktsieger über Antun Ticic,
- 1942 in Berlin, Deutschland gegen Ungarn, unentschieden gegen Herchenbach, Berlin,
- 1942 in Rom, Deutschland gegen Ungarn, KO-Sieger 2. Runde über Trittschack, Hannover,
- 1942 in Rom, Italien gegen Ungarn, KO-Sieger 2. Runde über Vanani,
- 1943 in Zürich, Schweiz gegen Ungarn, Disq.-Niederlage 2. Runde gegen Horst Weidemann,
- 1943 in Basel, Schweiz gegen Ungarn, KO-Sieger 3. Runde über Heim,
- 1943 in Genf, Schweiz gegen Ungarn, Punktsieger über Hans Müller,
- 1943 in Budapest, Ungarn gegen Spanien, Punktsieger über Jose Calpe,
- 1943 in Madrid, Spanien gegen Ungarn, Punktsieger über Miguel Perez Elustondo,
- 1943 in Bilbao, Spanien gegen Ungarn, KO-Sieger 2. Runde über Ximenez,
- 1943 in Genf, Schweiz gegen Ungarn, Punktsieger über Hans Müller,
- 1943 in Zürich, Schweiz gegen Ungarn, Punktsieger über Stadlin,
- 1944 in Berlin, Deutschland gegen Ungarn, Punktsieger über Schilk, Trier,
- 1944 in München, Deutschland gegen Ungarn, Punktsieger über Knödl, Nürnberg,
- 1946 in Preßburg, Slowakei gegen UdSSR, unentschieden gegen Sergei Tscherbakow,
- 1947 in Warschau, Polen gegen Tschechoslowakei, Punktniederlage gegen Antonin Kolczynski,
- 1947 in Prag, Tschechoslowakei gegen Polen, Punktsieger über Szymankiewicz,
- 1949 in Gottwaldov, Tschechoslowakei gegen Polen Punktsieger über Henryk Nowara,
- 1950 in Lodz, Polen gegen Tschechoslowakei, Punktsieger über Antonin Kolczynski,
- 1951 in Svit, Tschechoslowakei gegen Polen, Punktsieger über Gerard Musial,
- 1952 in Wrocław, Polen gegen Tschechoslowakei, Punktsieger über Henryk Nowara,
- 1953 in Prag, Tschechoslowakei gegen Ungarn, Punktsieger über József Sipőcz,
- 1954 in Sofia, Tschechoslowakei gegen Polen, Punktsieger über Tadeusz Grzelak,
- 1955 in Budapest, Ungarn gegen Tschechoslowakei, Punktsieger über Ferenc Szilvási,
- 1955 in Helsinki, Finnland gegen Tschechoslowakei, Punktsieger über Pekka Kokkonen,
- 1955 in Prag, Tschechoslowakei gegen Polen, Punktsieger über Tadeusz Grzelak